# Burg Schlupferstadt
Burg Schlupferstadt, auch Burg Hoven genannt, bezeichnet eine abgegangene Burg bei Hoffenheim, einem Stadtteil von Sinsheim, im Rhein-Neckar-Kreis in Baden-Württemberg.
Vermutlich handelte es sich bei der auch Burg Hoven genannte Burg um eine Wasserburg an der Stelle der Wüstung Schlupferstadt (Gewann „Schlupfert“).
1396 wurde die Burg mit Hofgut erstmals im Besitz verschiedener Niederadelsgeschlechter genannt und im späten 14. und frühen 15. Jahrhundert ganz von den Herren von Hirschhorn zusammengekauft, die Burg aufgelassen, das Hofgut den Pfründen in Ersheim zugeschlagen und später kam ein Teil zum Hirschhorner Karmeliterkloster. Im 16. Jahrhundert war die Burg bereits verfallen.